# Kálmán
Kálmán  è un nome proprio di persona ungherese maschile.

## Origine e diffusione
Il nome potrebbe avere un'origine turca, con il significato di "rimanente", "residuo", "che resta". È confuso di frequente con Koloman, la forma ceca, slovacca e tedesca del nome Colmano.

## Onomastico
Il nome è adespota, non essendo portato da alcun santo, quindi l'onomastico ricade il 1º novembre, giorno di Ognissanti.

### Persone
- Kálmán Darányi, politico ungherese

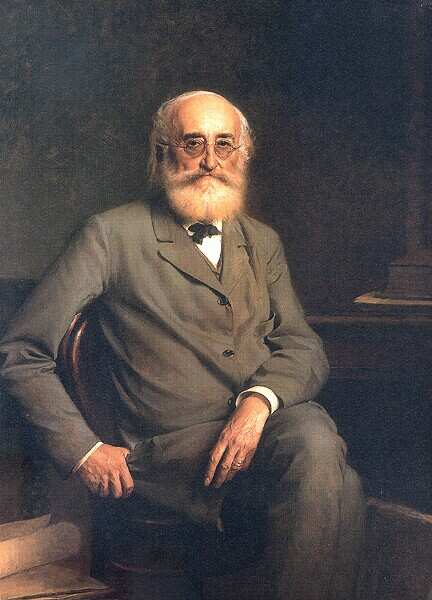
Kálmán Tisza

- Kálmán Hazai, pallanuotista ungherese
- Kálmán Ihász, calciatore ungherese
- Kálmán Kandó, ingegnere e inventore ungherese
- Kálmán Kalocsay, esperantista, poeta e traduttore ungherese
- Kálmán Konrád, calciatore e allenatore di calcio ungherese
- Kálmán Kovács, calciatore ungherese
- Kálmán Markovits, pallanuotista ungherese
- Kálmán Mészöly, allenatore di calcio e calciatore ungherese
- Kálmán Mikszáth, scrittore, giornalista e politico ungherese
- Kálmán Székány, allenatore di calcio ungherese
- Kálmán Széll, politico ungherese
- Kálmán Sóvári, calciatore ungherese
- Kálmán Tisza, politico ungherese